# Troiițke, Seredîna-Buda
Troiițke (în ucraineană Троїцьке) este un sat în comuna Velîka Berizka din raionul Seredîna-Buda, regiunea Sumî, Ucraina.

## Demografie
Componența lingvistică a localității Troiițke
     Rusă (91,43%)
     Ucraineană (8,57%)
Conform recensământului din 2001, majoritatea populației localității Troiițke era vorbitoare de rusă (91,43%), existând în minoritate și vorbitori de ucraineană (8,57%).